# Powstanie w Niżnym Nowogrodzie (1905)
Powstanie w Niżnym Nowogrodzie w 1905 r. – robotnicze powstanie w osiedlach Sormowo i Kanawino, obecnie znajdujących się w granicach Niżnego Nowogrodu, jedno ze zbrojnych antycarskich wystąpień robotniczych podczas rewolucji 1905 r. Trwało od 13 grudnia?/26 grudnia 1905 do 15 grudnia?/28 grudnia 1905, zostało stłumione przez wojsko i policję.

## Tło wydarzeń
W styczniu 1905 r. krwawa niedziela w Petersburgu stała się początkiem ruchu rewolucyjnego, który ogarniał kolejne regiony Imperium Rosyjskiego. Strajki robotnicze, protesty chłopskie oraz wystąpienia, podczas których formułowano postulaty narodowe, miały miejsce od guberni bałtyckich, Finlandii i Królestwa Polskiego, poprzez ziemie ukraińskie, centralną Rosję po Zakaukazie, Syberię i Azję Środkową. W październiku 1905 r. w całej Rosji wybuchł strajk generalny. W wielu miastach, a także na niektórych obszarach wiejskich Rosji powstały rady delegatów robotniczych i chłopskich. 17 października car Mikołaj II wydał manifest październikowy, w którym zapowiadał nadanie mieszkańcom Rosji praw obywatelskich, w tym wolności wyznania, zrzeszania się i nietykalności osobistej, a także nadanie Dumie Państwowej władzy ustawodawczej. Wbrew jego nadziejom wydanie manifestu nie zakończyło wydarzeń rewolucyjnych. 
Wydarzenia rewolucyjne trwały również w guberni niżnonowogrodzkiej. W lutym 1905 r. zastrajkowali robotnicy stoczni w Sormowie (5 tys. osób), robotnicy zakładów metalurgicznych w Kulebakach, załoga młyna Baszkirowa i robotnicy Zakładów Kurbatowskich. Protestowali również pracownicy aptek i drukarni, uczniowie i studenci. Robotnicy domagali się ustanowienia ośmiogodzinnego dnia pracy i wolnego dnia w niedzielę, wolności zgromadzeń, podwyżek płac oraz przyjmowania do pracy również osób, które były wcześniej karane z powodów politycznych. Niektóre wystąpienia kończyły się sukcesem - w Zakładach Kurbatowskich skrócono tygodniowy czas pracy, w fabrykach Pfora i Sławianin - skrócono dzienne zmiany o jedną godzinę. Częściowe sukcesy zachęcały protestujących do organizacji kolejnych strajków i do wysuwania haseł politycznych, w tym antycarskich. Latem 1905 r. w mieście niepokoje trwały praktycznie cały czas. Przeciwko zbuntowanym robotnikom i socjaldemokratom występowały organizacje czarnosecinne, dochodziło do zbrojnych starć.

## Przebieg wydarzeń
W grudniu 1905 r. moskiewska Rada Delegatów Robotniczych postanowiła wszcząć zbrojne powstanie, którego celem miało być obalenie caratu, utworzenie Zgromadzenia Konstytucyjnego, a następnie proklamowanie republiki demokratycznej. W Moskwie rozpoczął się strajk, w którym wzięło udział ponad 80 tys. robotników, a 10 grudnia?/23 grudnia 1905 r. wybuchły walki między uzbrojonymi robotnikami a żołnierzami moskiewskiego garnizonu. 

Wieść o tych wydarzeniach skłoniła do wystąpienia zbrojnego również organizacje bolszewików i mienszewików Niżnego Nowogrodu (między obydwiema frakcjami w Niżnym Nowogrodzie nie było ostrych podziałów) oraz sąsiadujących z nim osiedli fabrycznych (Kanawino, Sormowo, Molitowka). W 1905 r. Socjaldemokratyczna Partia Robotników Rosji miała na tym terenie trzy organizacje: miejską, kanawińską i sormowską (liczące łącznie 3000 członków) oraz komitet koordynacyjny. Późną jesienią 1905 r. w Sormowie robotnicze mityngi odbywały się praktycznie codziennie, a przygotowania do zbrojnego wystąpienia odbywały się w Sormowie i Kanawinie niemalże jawnie. Władze i wojsko nie kontrolowały tego, co działo się w robotniczym osiedlu.
12 grudnia?/25 grudnia 1905 r. na ulicy Aleksandra Newskiego w centrum Sormowa zgromadziła się dwunastotysięczna demonstracja robotnicza. Część jej uczestników była uzbrojona w broń białą i palną oraz bomby. Trasę pochodu przeciął oddział Kozaków. Doszło do strzelaniny. Po tym wydarzeniu 13 grudnia?/26 grudnia 1905 r. w Sormowie wybuchły walki uliczne. Dzień później ogarnęły również Kanawino. Głównymi organizatorami powstania byli socjaldemokraci: Nikołaj Siemaszko, A. Cwietkow, Pawieł Moczałow (dowódca robotniczych drużyn bojowych z Sormowa), Awgusta Niewzorowa. Dowódcy powstania przejęli budynek szkoły cerkiewno-parafialnej przy Bolszej Sormowskiej Dorodze (ob. ul. Kominterna 175), w którym urządzili sztab, punkt opatrunkowy i magazyn amunicji. Na wysokości tego budynku stanęła również najważniejsza z powstańczych barykad. W powstaniu wzięły udział drużyny uzbrojonych robotników, a także studenci i uczniowie, zwolennicy socjaldemokratów, ale również eserowców. Walki toczyły się na ulicach, na barykadach, których w samym Sormowie wzniesiono 25. Wystąpienie robotników zostało w każdym z osiedli szybko stłumione. Walki w Sormowie trwały do 14/27 grudnia, w Kanawinie - do 15/28 grudnia. Do zniszczenia barykady i zmuszenia rewolucjonistów do poddania się wojsko użyło artylerii. W Sormowie sztab powstańców zdecydował 14/27 grudnia o przerwaniu walki i porzuceniu barykad w obliczu zbyt wielkiej dysproporcji sił i środków. W czasie walk zginęło 43 cywilnych mieszkańców miasta, spalono 15 domów oraz dawną robotniczą czytelnię-stołówkę, w której gromadzili się rewolucjoniści.

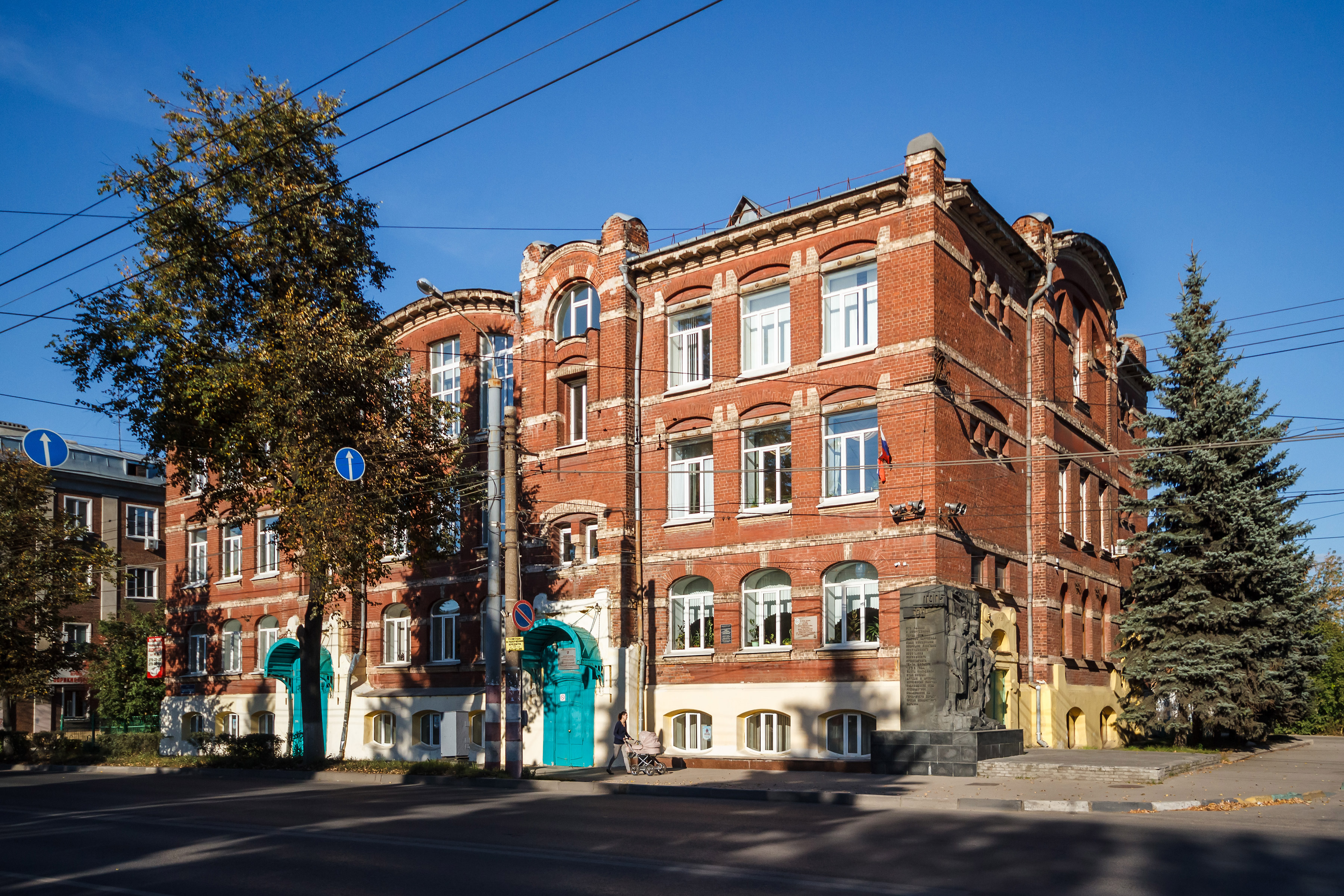
Budynek, w którym znajdował się sztab robotniczego powstania. Widoczny pomnik ku czci barykady

Natychmiast po zakończeniu walk wojsko i policja zaczęły aresztowania podejrzanych o udział w wydarzeniach rewolucyjnych. Stocznia w Sormowie została zamknięta, wszystkich robotników zwolniono, a nową załogę przyjęto do pracy dopiero w 1906 r., sprawdzając przy tym, czy kandydaci do pracy nie byli zaangażowani politycznie. Mimo stłumienia powstania działalność socjaldemokratów w Niżnym Nowogrodzie nie ustała. Partii nie udało się wywołać kolejnego zbrojnego wystąpienia w 1906 r., natomiast w znacznej mierze inspirowała nadal działanie stowarzyszeń robotniczych wysuwających postulaty ekonomiczne.
W lutym 1908 r. moskiewski sąd na wyjazdowym posiedzeniu rozpatrywał sprawę siedemnastu osób oskarżonych o udział w zbrojnym powstaniu w Sormowie i Kanawinie. Nie było wśród nich najważniejszych przywódców miejscowej socjaldemokracji, którym partia ułatwiła ucieczkę. Siemaszko, Niewzorowa i Cwietkow, zatrzymani po klęsce powstania, wyszli z więzienia za kaucją jeszcze w 1906 r. i wyjechali z Rosji (Niewzorowa udała się najpierw nielegalnie do Wielkiego Księstwa Finlandii, a następnie w 1909 r. osiadła w Paryżu, gdzie kontynuowała działalność w szeregach socjalistycznej emigracji rosyjskiej). Na emigrację udał się również Moczałow, któremu udało się uciec z Sormowa w momencie klęski powstania. Spośród postawionych przed sądem w 1908 r. pięcioro podsądnych zostało skazanych na bezterminowe zesłanie, dwie osoby - na kary więzienia, pozostałych uniewinniono z braku dowodów. 

## Upamiętnienie
W ZSRR na budynkach przy ul. Kominterna 173 i 175, gdzie znajdowała się najważniejsza barykada podczas powstania, umieszczono pamiątkowe płaskorzeźby. 